# Debby Ryan
Debby Ryan (n. 13 mai 1993 (1.55), Alabama, SUA) este o actriță și cântăreață americancă. Ryan este cunoscută pentru rolul Bailey Pickett din producția originală Disney Channel The Suite Life on Deck. The Suite Life a făcut-o pe Ryan un idol adolescent și a devenit cel mai vizionat show pentru copii de la premiera sa în octombrie 2008. Ryan a început să joace în teatre profesioniste de la vârsta de 7 ani; în 2007 a apărut în filmul DVD Barney: Let's Go to the Firehouse și atunci a fost descoperită de cei de la Disney. Mai este cunoscută și pentru apariția în 2008 în filmul Longshots în rolul lui Edith.
În 2010 a interpretat în filmul 16 Dorințe în rolul lui Abby Jensen, care a devenit cel mai vizionat program în ziua premierei la Disney Channel și este unul dintre cele mai vizionate filme din televiziune. Ryan a interpretat în independentul film de teatru What If... care a avut premiera pe 20 august 2010.
În 2012 a jucat în filmul „Radio Rebel”, în rolul lui Tara.

## Începuturi
Ryan s-a născut în Huntsville, Alabama. Ea este creștină și a cântat în biserici, în grupuri de teatru și în competiții de talent. Tatăl ei a fost în armată, așa că adesea se muta în diferite locuri din Europa. A început să joace în teatre profesioniste de la vârsta de 7 ani într-o bază americană din Germania. Apoi a găsit dragostea pentru actorie.
S-a întors în S.U.A în 2003 la vârsta de 10 ani și a fost crescută în Texas. Își dorea să joace tot timpul. Într-un interviu al revistei People Magazine din anul 2009, Debby a declarat că în școală era o tocilară. În timpul școlii își dorea să fie mascotă și să facă parte din clubul de șah al școlii.
Ryan are un frate mai mare, Chase (care este mai mare decât ea cu aproximativ 2 ani). El este chitarist și solist. Într-un interviu din martie 2009, Ryan a zis că fratele ei mai mare este unul dintre modelele sale.

## Actorie
Ryan a început să apară în diferite anunțuri publicitare de televiziune pe la începutul adolescenței. A apărut în câteva anunțuri publicitare iDog și la diverse jocuri, ultima fiind pentru iDog Dance în 2008. Primul rol a lui Ryan a fost în 2007 ca un invitat în Barney: Let's Go to the Firehouse unde a jucat rolul unei adolescente. Debby de asemenea a avut un rol într-un film denumit Metro-Goldwyn-Mayer, The Longshots împreună cu actrița Keke Palmer și Ice Cube. A interpretat-o pe Edith, o adolescentă.
Ryan interpretează unul dintre personajele principale, Bailey Picket din producția originală Disney Channel denumit O viață minunată pe punte. Seria este o continuare a cunoscutei serii Disney Channel, Zack și Cody, ce viață minunată. Episodul pilot a apărut pe 26 septembrie 2008 în S.U.A. Premiera seriei pe Disney Channel în S.U.A a avut 5.7 milioane de vizionări și a devenit cea mai urmărită premieră de serie din Canada pe Family Channel. A fost în 2008 pe locul 1 la cele mai bune serii pentru copii de la 6 la 11 ani și preadolescenți cu vârste cuprinse între 9-14 ani, bătând seriile veterane Hannah Montana și Magicienii din Waverly Place la voturi. Seria a fost pe același loc și în 2009, fiind peste Hannah Montana și alte show-uri. Însă adevăratul rol care a făcut-o faimoasă este Jessie Prescott, ajungând să fie personajul principal din show-ul Disney, Jessie.

## Muzică
Ryan cântă la multe instrumente printre care chitara acustică și pian. De asemenea, este compozitoare și momentan scrie melodii împreună cu fratele ei mai mare. Ryan a arătat interes în mai multe tipuri de muzică, iar acum genurile ei principale sunt jazz și country pop, cu puțin rock alternativ. Ea a fost aleasă pentru a participa în turneul Terrific Teen , o serie de concerte împreună cu Mitchel Musso, Jasmine Richards și Savannad Outen. Acesta ar fi început pe 9 iulie 2009 și s-ar fi terminat pe 14 iulie, însă turneul a fost anulat din cauza conflictelor legate de program. Turneul ar fi făcut-o pe Debby un muzician adevărat.

## Filmografie
| Film        | Film                                   | Film            | Film                                                  |
| An          | Film                                   | Rol             | Note                                                  |
| ----------- | -------------------------------------- | --------------- | ----------------------------------------------------- |
| 2007        | Barney: Let's Go to the Firehouse      | Adolescenta     | Direct to Video                                       |
| 2008        | The Longshots                          | Edith           | Metro–Goldwyn–Mayer                                   |
| 2010        | What If...                             | Kimberley       | Rol principal, film independent                       |
| 2010        | 16 Dorințe                             | Abby Jensen     | Rol principal;                                        |
| 2011        | Ce viață minunată, filmul              | Bailey Pickett  | Rol principal; Disney Channel Original Film           |
| Televiziune |                                        |                 |                                                       |
| An          | Titlu                                  | Rol             | Note                                                  |
| 2008        | O viață minunată pe punte              | Bailey Pickett  | Rol principal, Disney Channel 2008-2011               |
| 2008        | Disney Channel's Totally New Year 2008 | Ea însăși       | Eveniment Disney Channel special de Anul Nou          |
| 2008        | Jonas Brothers: Trăindu-și visul       | Ea însăși       | "Hello Hollywood" (Sezonul 1, Episodul 7)             |
| 2009        | Hannah Montana                         | Bailey Pickett  | Crossover episod: Wizards on Deck with Hannah Montana |
| 2009        | Magicienii din Waverly Place           | Bailey Pickett  | Crossover episod: Wizards on Deck with Hannah Montana |
| 2009        | My Mate Flynn                          | Tina (Voce)     | Disney Channel UK                                     |
| 2009        | New Year Star Showdown                 | Ea însăși       | Eveniment Disney Channel special de Anul Nou          |
| 2018-2019   | Insatiable                             | Patty Bladell   |                                                       |
| 2011        | R.L. Stine's The Haunting Hour         | Debby           | "Wrong Number" (Sezonul 1, Episodul TBA)              |
| 2011        | Jessie (serial tv)                     | Jessie Prescott | Rol principal;                                        |

## Discografie
Cântece
- TBA: "Adios"[6]
- 2009: I'm A Country Girl din The Suite Life on Deck
- 2010: Hakuna Matata din DisneyMania 7
- 2010: A Wish Comes True Everyday din 16 Dorințe
- 2010: Open Eyes din 16 Dorințe
- 2010: Deck the Halls din The Search for Santa Paws

A declarat că în viitor va scoate un album pe piață.

## Videoclipuri
- 2010: Deck the Halls
- 2010: A Wish Comes True Every Day

## Premii și nominalizări
| An   | Premiu                                          | Categorie                         | Activitate             | Rezultat    |
| ---- | ----------------------------------------------- | --------------------------------- | ---------------------- | ----------- |
| 2008 | Celebrity Love Award                            | "Favorite Actresses"              | The Suite Life on Deck | Nominalizat |
| 2009 | Young Artist Award                              | "Best Performance in a TV Series" | The Suite Life on Deck | Nominalizat |
| 2009 | Popstar! Magazine's 8th Annual Poptastic Awards | "Favorite Television Actress"     | The Suite Life on Deck | Nominalizat |
| 2009 | Popstar! Magazine's 8th Annual Poptastic Awards | "Favorite Female Newcomer"        | The Suite Life on Deck | Câștigat    |
| 2009 | Celebrity Love Award                            | "Favorite Actresses"              | The Suite Life on Deck | Nominalizat |
| 2010 | Hollywood Teen TV Awards                        | "Teen Pick Actress: Comedy"       | The Suite Life on Deck | Nominalizat |
| 2010 | Body Peace Award                                | "Outstanding Advocate"            | The Suite Life on Deck | Câștigat    |
| 2010 | Jetix Awards, Germany                           | "Best Television Star"            | The Suite Life on Deck | Nominalizat |
| 2010 | Nickelodeon Kid's Choice Awards, France         | "Choice Television Female Star"   | The Suite Life on Deck | Câștigat    |
| 2010 | Popstar! Magazine's 9th Annual Poptastic Awards | "Favorite Television Actress"     | The Suite Life on Deck | Câștigat    |
| 2010 | Popstar! Magazine's 9th Annual Poptastic Awards | "Female Beauty"                   | The Suite Life on Deck | Câștigat    |
| 2010 | Popstar! Magazine's 9th Annual Poptastic Awards | "Female Style Idol"               | The Suite Life on Deck | Nominalizat |
| 2010 | Nick Kid's Choice Award, Italy                  | "Favorite TV Star"                | The Suite Life on Deck | Nominalizat |
| 2010 | Nick Kid's Choice Award, Italy                  | "Favorite International Star"     | The Suite Life on Deck | Nominalizat |
| 2010 | Celebrity Love Award                            | "Favorite Actresses"              | Herself                | Nominalizat |
| 2010 | Hollywood Teen TV Awards                        | "Teen Pick Actress: Comedy"       | The Suite Life on Deck | Nominalizat |